# یوهان تاوارس
یوهان تاوارس (انگلیسی: Yohan Tavares؛ زادهٔ ۲ مارس ۱۹۸۸) بازیکن فوتبال اهل فرانسه است.
از باشگاه‌هایی که در آن بازی کرده‌است می‌توان به باشگاه فوتبال کیه‌وو ورونا، باشگاه ورزشی اشتوریل پرایا، باشگاه فوتبال استاندارد لیژ، و باشگاه فوتبال بیرامار اشاره کرد.
وی همچنین در تیم ملی فوتبال زیر ۲۳ سال پرتغال بازی کرده‌است.